# ۹۰۵ (خورشیدی)
۹۰۵ نهصد و پنجمین سال هجری خورشیدی است.